# Technical Ecstasy
Technical Ecstasy é o sétimo álbum de estúdio da banda de heavy metal Black Sabbath. Após a turnê do álbum, Ozzy Osbourne deixaria a banda, mas retornaria no ano seguinte. Em 1° de outubro de 2021, o disco foi relançado em versão Deluxe com 90 minutos de materiais inéditos (4 CDs e 5LPs com mixes alternativas do disco feitas por Steven Wilson, versões ao vivo, um livreto e uma recriação do pôster da turnê original).

## Faixas
Todas as canções foram compostas por Iommi/Osbourne/Butler/Ward, com exceção de "It's Alright", escrita por Ward.
| N.º | Título                           | Duração |  |
| 1.  | "Back Street Kids"               | 3:49    |  |
| 2.  | "You Won't Change Me"            | 6:44    |  |
| 3.  | "It's Alright"                   | 4:06    |  |
| 4.  | "Gypsy"                          | 5:11    |  |
| 5.  | "All Moving Parts (Stand Still)" | 5:06    |  |
| 6.  | "Rock 'n' Roll Doctor"           | 3:34    |  |
| 7.  | "She's Gone"                     | 4:52    |  |
| 8.  | "Dirty Women"                    | 7:09    |  |

## Créditos
Black Sabbath
- Tony Iommi - Guitarra
- Geezer Butler - Baixo
- Ozzy Osbourne - Vocais
- Bill Ward - Bateria, Vocal em "It's Alright"

Produção
- Produzido por Black Sabbath
- Gravado no Criteria Studios". Miami, Florida
- Teclados e arranjos -  Geral Woodruffe
- Vocais em "It's All Right"  - Bill Ward
- Mixado no Criteria Studios por Tony Iommi e Bob Hata
- Remasterizado por Ray Staff no Whitfield Street Studios
- Fotografia adicional por Ross Halfin e Chris Walter

## Catálogos
- LP Vertigo 9102 750 (UK 1976)
- LP Warner Bros BS 2969 (US 1976)
- CD Warner Bros BS 2969-2 (US 1976?)
- LP Vertigo 9124 100 (WG/BR 1976)
- LP Vertigo PRICE 40 (1983)
- LP Vertigo 7131 011 (NL 1976)
- MC Vertigo 7131 001 (WG/BR 1976)
- CD Essential/Castle ESMCD328 (UK - Feb 1996) - Remastered
- CD Sanctuary SMRCD037 (UK 2004)
- CD Warner/Rhino R2 72923-G (US 2004) - Black Box

## Desempenho nas paradas
| Ano  | Posições | Posições | Posições | Certificações |
| Ano  | UK       | SWE      | US       | Certificações |
| ---- | -------- | -------- | -------- | ------------- |
| 1976 | 13       | 33       | 51       | Ouro (US)     |

Faixas do Technical Ecstasy Super Deluxe Edition CD Boxset Tracklist (2021)
Disc One: Original Album 1976 (2021 Remaster)
01. Back Street Kids
02. You Won’t Change Me
03. It’s Alright
04. Gypsy
05. All Moving Parts (Stand Still)
06. Rock ’n’ Roll Doctor
07. She’s Gone
08. Dirty Women
Disc Two: New Steven Wilson Mix
01. Back Street Kids *
02. You Won’t Change *
03. It’s Alright – Mono Version
04. Gypsy *
05. All Moving Parts (Stand Still) *
06. Rock ’n’ Roll Doctor *
07. She’s Gone *
08. Dirty Women *
Disc Three: Outtakes & Alternative Mixes
01. Back Street Kids” – Alternative Mix *
02. You Won’t Change Me – Alternative Mix *
03. Gypsy – Alternative Mix *
04. All Moving Parts (Stand Still) – Alternative Mix *
05. Rock ’n’ Roll Doctor – Alternative Mix *
06. She’s Gone – Outtake Version *
07. Dirty Women – Alternative Mix *
08. She’s Gone – Instrumental Mix *
Disc Four: Live World Tour 1976-77
01. Symptom of the Universe *
02. War Pigs *
03. Gypsy *
04. Black Sabbath *
05. All Moving Parts (Stand Still) *
06. Dirty Women *
07. Drum Solo / Guitar Solo *
08. Electric Funeral *
09. Snowblind *
10. Children of the Grave *
*material inédito